# Узбег-кан
Узбег-кан, познат и под именом Узбек-кан, је био господар кан Златне хорде од 1312. године све до своје смрти 1341. године. Владао је из града Сараја на доњој Волги, тј. на реци Атхуба.
Био је унук Мунглетемура.
Гијасудин Мухамед Узбек кан, познатији као Озбег (1282–1341), био је најдуже владајући кан Златне Хорде (1313–1341), под чијом је влашћу држава достигла свој врхунац. Наследио га је син Тини Бег. Био је син Тогхрилче и унук Менгу-Тимура, који је био кан Златне Хорде од 1266. до 1280. године.
Узбек кан је преселио своју резиденцију у Мухшу (данас село Наровчат у Пензанској области, Русија).

## Биографија
Узбегов отац Тогрилча био је један од џингисидских принчева који су збацили кана Тоде-Менгуа (1280–1287). Касније га је погубио његов брат кан Токтај (1291–1312). Кан Токтај је узео Тогрилчину удовицу за жену и послао његовог сина Узбега у прогонство у далеку област Златне Хорде: или у Хоразм или у земљу Черкеза.
Преобраћен у ислам од стране Ибн Абдул Хамида, сунитског суфијског бухарског сејида и шеика из реда Иасави, Узбег је преузео трон након смрти свог стрица кана Токтаја у јануару 1313. године, уз помоћ бившег кановог везира Тимура Кутлуга и Булагхан ( или Бајалун) хатун. Његово преобраћење се помиње и у руским летописима, али без икаквих детаљнијих података; стандардни унос бележи да је кан Токтај умро 6821. (1313. године), и да је нови кан Узбег преузео престо и „постао муслиман“ (обесерменилсиа).
У почетку су многи монголски племићи били против њега и организовали су заверу да убију новог кана. Кан Узбег је открио заверу и сломио побуњенике. Његово усвајање ислама као државне религије довело је до завере шаманистичких и будистичких принчева, које је тешко покорио. Кан Узбег је одлучно ширио ислам у Златној Хорди и дозволио је ширење мисионарских активности у околним регионима. Кан Узбег је сазнао да су његовог конкурента подржавали изасланици Великог кана Ајурбарибада Бајунта и та чињеница је помогла да се погорша његов однос са династијом Јуан. Последњи од његових побуњених рођака био је шаманиста Илбасан из источне половине Златне Хорде, који је убијен 1320. године. Кан Узбег је поставио муслимана Мубарака Квају као замену на престо Беле Хорде, али је обесхрабрио њихову независност. Дугорочно, ислам је омогућио кану да елиминише међуфракцијске борбе у Хорди и да стабилизује државне институције. Руски научник Лав Гумиљов је писао да је кан Узбег на овај начин могао да претвори канат у султанат. Од кана Узбега па надаље, сви канови Златне Хорде су били муслимани.
Кан Узбег је био веома толерантан према хришћанима, што се види у писму захвалности које је примио од папе Јована XXII у коме се хришћански поглавар захвалио кану Узбегу на љубазном опхођењу према хришћанима. Кан Узег је послао писмо митрополиту Петру у коме је писало:
"Вољом и снагом, величином и највишом! Нека нико не вређа митрополитску цркву чији је Петар поглавар, или његову службу или његовог црквењака; да им нико не отима имовину, добра или људе, да се нико не меша у црквене послове... Њихови закони, њихове цркве и манастири и капеле да се поштују; ко осуди или окриви ову веру, неће се смети оправдати ни под каквим изговором, већ ће бити кажњен смрћу."

## Узбег-канове територије
Узбек-кан је као кан Златне хорде владао:
- Команијом,
- Аланијом,
- Лаком,
- Менгиаром,
- Циком,
- Гутијом,
- Гацаријом,
- Русију [10].

## Владавина

### Војска и политика
Кан Узбег је одржавао једну од највећих армија на свету, која је премашила 300.000 ратника. Употребио је своју војну моћ да води кампање против Илканата у Азербејџану 1319. године, 1325. године и 1335.  године, Илканидски командант Чупан је одбио прва два покушаја кана Узбега и чак упао дубоко у Јошид Улус 1325. године, кан Узбег је нашао савезника против Илкканата. Мамелучки Египат; заиста, један од тргова у Каиру добио је име кана Узбега. Кан Узбег је ћерку сестре претходног кана, принцезу Тулунбује, удао за мамелучког султана, али је она умрла неколико година касније. Кан Узбег је наложио својим трговцима да мамелучком посланику позајме 27.000 динара како би финансирали гозбу за невесту у Сарају. Убрзо након тога, кан Узбег је био разочаран разводом мамелучког султана са Тулунбујом и неодлучношћу у погледу заједничке инвазије на Илканат. Године 1323. потписан је мировни уговор између Египта и Илканата. Ова ситуација је поништила савез и Мамелуци су одбили да нападну Илканат. Следећи упад кана Узега поклопио се са Абу Саидовом смрћу. Међутим, време се покварило и нови Илкан Арпа Ке'ун је дошао са великом силом; Узбегова војска је била принуђена да се повуче.
Пре и током рата кана Есен Бука I и Великог кана Ајурбарвада, кан Чагатајског каната Есен Бука I је покушао да добије подршку Узбег Кана против Ајурбарвада Бујанту кана, Великог кана Монголског царства и цара из династије Јуан, 1313. године и 1316. године. Кан Есен Бука I је упозорио кана Узбега да ће Велики кан да га збаци са престола Хорде и уместо њега постави другог кана из Јохида. Међутим, Узбегов везир га је убедио да не верује у ово и кан је одбио да помогне кану Есену Буки I. Без обзира на то, сећајући се њихове подршке супарничком претенденту на његов престо, кан Узбег је дао све од себе да елиминише сваки утицај и претензију династије Јуан на Златну Хорду у раном делу своје владавине. Канови дипломатски односи са Јуаном су се, међутим, побољшали 1324. године. Ајурбарвада Бајунт Кан му је дао права да влада Златном Хордом (Улус Јоши у изворима Јуана). До 1330-их, кан Узбег је почео да шаље данак монголским Јуан царевима и у замену је добио свој део од поседа Џочида у Кини и Монголији.
Кан Узбег је ратовао и против Бугарске и Византијског царства од 1320. до 1332. године. Више пута је вршио нападе на Тракију, делом у служби бугарског цара Михаила III Шишмана, рат против Византије и Србије који је почео 1319. године. Његове војске су пљачкале Тракију 40 дана. 1324. године и 15 дана 1337. године, узимајући 300.000 заробљеника. Након Узбегове смрти 1341. године, његови наследници нису наставили његову агресивну политику и контакт са Бугарском је прекинут. Његов покушај да поново успостави монголску контролу над Србијом био је неуспешан 1330. године. Византијски цар Андроник III је наводно удао своју ванбрачну ћерку за кана Узбега, али су се односи погоршали на крају Андроникове владавине, а Монголи су кренули у нападе на Тракију између 1320. и 1324. године, до византијске луке на Вицина Макариа су заузели Монголи. Андроникова ћерка, која је прихватила име Бајалун, успела је да побегне назад у Византијско царство, очигледно плашећи се њеног присилног преласка на ислам. На југоистоку Краљевине Угарске, Влашка и њен владар војвода Басараб I постали су независна сила уз подршку кана Узбега након 1324. године.
Кан Узбег је дозволио ђеновским трговцима и поморцима, које је кан Токтај угњетавао, да се населе на Криму. Међутим, Монголи су опљачкали Судак под каном Узбегом 1322. године као резултат сукоба између хришћана и муслимана у граду. Ђеновљански трговци у другим градовима нису били малтретирани 1322. године. Сам папа је интервенисао и затражио од кана Узбега да обнови римокатоличке цркве које су уништене из освете, због сукоба хришћана против муслимана у граду. Кан Узбег је био пријатељски настројен према папи и размењивао је писма и поклоне. Кан Узбег је потписао нови трговински уговор са Ђеновљанима 1339. године, и дозволио им да обнове зидине Кафе. Године 1332. дозволио је Млечанима да оснују колонију у Танаису на Дону.

### Нови Сарај
Током владавине кана Узбега, Сарај (буквално значи "палата" на турском и узбечком, и хотел / гостионица / привремена резиденција на персијском и урду) брже је постајао главни трговачки центар и индустријски трговачки центар земље, а не само политички центар. Израз менталитета монголског логора, који прати Асх и оближње одсуство неких структура.
Да би се ислам успешно ширио, било је потребно изградити џамију и друга „разрађена места“ попут купатила, важног елемента муслиманске културе. Сарај је привлачио трговце из европских, азијских и исламских земаља, као и са Блиског истока. Трговина робљем је цветала због јачања веза са Мамелучким султанатом. Успешне комерцијалне револуције захтевају нова тржишта и караване: „места где трговци проналазе свој пут“. Раст богатства и све веће потребе производње увек стимулишу раст становништва. Ово није било довољно само у Сарају. Повећање станова у региону трансформисало је главни град у центар велике муслиманске владе, дајући му одговарајући изглед и статус. Кан Узбег је заправо дошао да изгради нови град, који је добио званично име Сарај ал-Једид или Нови Сарај.

## Односи са Русијом
Кан Узбег је подржавао најраније кнежеве Москве — свог зета великог кнеза Јурија Московског (или Јурија) и Јуријевог наследника великог кнеза Ивана Калиту (или Ивана Даниловича, касније Ивана I Московског) — против њихових рођака, кнежева Тверских, оријентисаних ка западу. Четири од ових потоњих владара — велики кнез Михаил Тверски, његови синови велики кнез Димитриј (или Дмитриј; са надимком „Грозне очи“) и велики кнез Александар Михајлович, (или Александар) и његов унук Теодор (или Фјодор) — сви су убијени у Сарају по наређењу кана Узбега .
Године 1317. кнез Михаил Јарославич је победио великог кнеза Јурија у селу званом Бортенево. Кнез Михаил је заробио Јуријеву жену, велику кнегињу Кончаку, која је била канова сестра. На несрећу, велика кнегиња Кончака је умрла када је била у притвору код кнеза Михаила; велики кнез Јуриј је саопштио кану да је отрована по наређењу кнеза Михаила. Он и велики кнез Јуриј су позвани на двор Златне Хорде на суђење, након чега је кнез Михаил посечен у новембру 1318. године.
Пратећи Јуријеве махинације, које су навеле кана да додели јарлик (повељу за титулу великог кнеза Владимирског) Москви и довеле до погубљења њиховог оца од стране Хорде, кнез Дмитриј и његов брат кнез Александар су водили низ битака са великим кнезом Јуријем и радили су против њега у Хорди, што је кулминирало Дмитријевим стицањем јарлика за велику функцију кнежевски престо 1322. године, пошто је убедио кана Узбега да је велики кнез Јуриј присвојио велики део данка који је припадао Хорди. Велики кнез Јуриј је био позван у Хорду у Сарају на суђење, али га је кнез Дмитриј, пре било какве формалне истраге, убио 21. новембра 1325. године. Кан Узбег је чекао да казни кнеза Дмитрија и на крају је ухапсио Тверског кнеза због убиства, и погубио га 1326. године.
Када су канов рођак, баскак Шевкал и његови Татари убијени у Тверу и тамо је избила побуна средином августа 1327. године, Дмитријев наследник на месту кнеза Твера и великог кнеза Владимир-Суздаља, његов брат Александар Михајлович, побегао је прво у Новгород. — чије становништво је одбило да га прими — а затим у Псков — чије становништво га је учинило својим кнезом — како би избегао казнену експедицију од 50.000 Монголо-Татара и Московљана, на чијем је челу био његов рођак, Јуријев брат и наследник велики кнез Иван I Данилович. Тверски устанак против Хорде крваво је угушен од стране московских и татарских снага 1327. године. Кан Узбег је именовао Ивана на положај великог кнеза Владимира 1332. године; то је означило прави почетак успона Москве. Кнез Александар је, после многих мука, укључујући изгнанство у Шведској и Литванији, на крају напредовао у Пскову, под патронатом Гедимина, великог војводе Литваније. Послао је свог сина Фјодора у Хорду, са данаком и тражећи опроштај, 1335. године; кан Узбег је помиловао кнеза Александра и поново је добио кнежевски јарлик за Твер 1337. године. Нажалост, његов највећи непријатељ, његов рођак велики кнез Иван I, још једном је уз помоћ интрига против њега развио сумње против њега код кана Узбега. Кнез Александар је поново позван у Хорду и погубљен је од стране кана Узбега; Твер је тада опљачкан, а многи његови грађани масакрирани.
Узбег је дочекао Иванове синове и поставио Симеона за великог кнеза (војводу) 1340. године. Великом кнезу Симеону је кан дао већа овлашћења да се супротстави растућој моћи Литваније. Кан Узбег је такође покренуо војне експедиције ка Литванији, јер је било јасно да она угрожава монголску доминацију у Русији.

### Начин управљања Русијом
Кан Узбег удара намет на освојене руске земље и поставља тамо управљаче, баскаке, са мањим одредима војника који имају дужност да надгледају становништво, које је преостало после Татарске најезде. Татарски чиновници су пребројавали становништво да би му наметнули порез. Једино су свештена лица била ослобођена пореза, и: уопште узев, Татари остављају православној руској цркви све њене повластице и не прогоне је.
Осим скупљања данка, они се не мешају у послове освојених области, које остављају руским кнежевима, али задржавају право да их потврђују у томе звању; зато руски кнежеви морају да одлазе у Хорду , у Сарај  и траже од кана Узбега  јарлик (повељу)  на кнежевину  који им даје кнежевску власт  .
Русија је потпадала под Златну Хорду као скуп вазалних кнежевина. Он није имао своје власти у Русији, али су кнежеви заступали свој народ непосредно пред Узбеговим повереницима (даруга) у Сарају и да сами скупљају данак (харач) на основу врло строго спроведеног пописа становништва и његове имовине. Како је текла његова владавина све је слабија била његова власт у Русији . Татари од тад нису дирали у политичку организацију Русије, већ су једним јарликом подарили једноме од руских кнежева титулу великога кнеза обавезујући га да прикупља и предаје Хорди данак свих осталих кнежева. Преостали кнежеви покоравају се такође; понекад они чак обуздавају покушаје побуне становништва, које губи стрпљење због глобљења и насиља које врше скупљачи пореза .

#### Последице
Татарски јарам је имао као велику последицу то, да је одвојио Русију од Западне Европе. Затим, он је допринео знатно суровости и грубости народних обичаја и административне праксе. Много оријенталског ушло је преко Татара у руски живот. Позајмила је Русија, управо Москва, можда и понеку корисну црту у организацији власти, финансија, статистике, али се ова позитивна добит сасвим губи при упоређењу са великим злом, које су зла времена несумњиво донела .

### Руске земље
За време његове владавине Русијом је владала велика кнежевина Владимир и била је подељена на:
- Ростовску кнежевину,
- Јуријевску кнежевину,
- Стародубску кнежевину,
- Суздаљска,
- Костромска,
- Московска [2],
- Тверска,
- Смољенска,
- Јарославска,
- Рјазанска,
- Њижегородска [1].

### Московска кнежевина
Московска кнежевина, захваљујући своме географском положају и извесним економским посебностима, привлачи велики број становника, те та чињеница много олакшава московским кнежевима њихову улогу „ујединитеља”. Веома шумовита, заштићена од спољних напада суседним кнежевинама, она пружа противу могућних најезди Татара и Литванаца много боље услове безбедности него што их имају остали делови Североисточне Русије. Осим тога, речни путеви који олакшавају живу трговину укрштају се ту и привлаче насељенике, којима годи могућност да заради од трговине додају још и добит од пољопривреде. Овај прилив нових становника, увећавајући материјално богатство московских кнежева, појачава истовремено и њихову политичку улогу и припрема им успех, који они себи обезбеђују стављајући се у службу кана Узбега .
У богатој кнежевини природно је, да су и кнежеви били богати; зато су они могли водити политику, основану на јачој и широј економској бази, него њихови суседи. Они су успели:
- Да на себе узму плаћање харача Татарима, ослободивши област од доласка татарских чиновника и осигуравши тиме велике олакшице становништву, а себи већу власт, углед и приходе;
- Да добију финансијску могућност за куповину разноврсних вредности, на првом месту свакојаких некретнина, и да боље награђују своје службенике.

Уз здравију и јачу економску политику водила се, изгледа, и здрава политика социјална и административна; водила се брига о сеоском становништву, па се озбиљно радило на поправљању имовне и личне безбедности. Унутрашње социјалне снаге, на челу са црквом, радиле су у прилог јачања Москве. Црквени поглавар — митрополит сверуски — преселио је своју резиденцију у Москву (1326. године) и тим је дао Москви нарочит значај, јер је митрополит био један у читавој Русији, док је великих кнежева било више. Црква је, благодарећи својим везама са канском влашћу, свом богатству и својој верској културној моћи, могла да јако помогне подизање Москве и то је заиста и учинила. Сви су митрополити, без обзира на народност, Грци, Руси и Срби радили у истом правцу. Исто је тако бољарство везало своју судбину са московском династијом. Уз то и московска буржоазија, која је била прилично јака, па изгледа и маса простог пука, активно су учествовали у истом послу. Московски кнежеви ослањали су се, дакле, на велике општенародне симпатије.
Та Кнежевина је била омиљена кану Узбегу, у његовом харему и код њихове владе. Он је, помажући Московској кнежевини, високо дизао њен ауторитет и моћ и тако је сам, до душе несвесно, поткопавао темеље своје властите моћи. Московски кнежеви су са својим одредима помагали кану Узбегу и у њиховим казненим експедицијама. Међутим сама Московска кнежевина је била поштеђена од татарских најезда .

### Борба за титулу великог кнеза

#### Прва борба
Јуриј Данилович (кнез у Москви: 1303—1325) први је московски кнез, који је добио великокнежевско достојанство, према ондашњем обичају, од Узбег-кана, коме је био зет . Он се дуго борио са тверским кнежевима за Владимирску велику кнежевину . Он је знатно проширио своју државицу, нарочито у борби са тверским великим кнезовима, супарницима у добијању велике кнежевине владимирске . Кнежеви Јуриј и Михаил, тверски кнез, одлазе у Златну Хорду да се отимају о јарлик који би им дао титулу великога кнеза. Јуриј подмићује татарске чиновнике богатим поклонима и побеђује. Кнеза Михаила убијају мучки у Хорди . Његов син кнез Дмитрије убија великог кнеза Јурија, али и сам гине после тога , зато што му кан Узбег није то заповедио ; па ипак, он оставља своме брату кнезу Александру Михаиловичу јарлик великога кнеза .

#### Друга борба
Великог кнеза Јурија је наследио   брат  Иван I Каљита  или Калита (врећа новца)  (кнез московски од године 1325, велики кнез владимирски од године 1328, умро је године 1341) успео је да се још боље додвори кану Узбегу .
Кнез Иван I је одлучио најпре да Тверу одузме титулу великога кнеза . Када је 1328. године,  у Тверу, Новгороду и Рјазању становништво одбило да плати данак татарским чиновницима, кан Узбег пошаље на побуњенике једну војску, и кнез Иван I се прихвати да је предводи. Као награду он добија јарлик великога кнеза, који отада остаје у рукама московских кнежева. Александар, кнез тверски, који је најпре побегао у Псков а потом у Литванију, врати се после неколико година у свој град и успе да стекне наклоност кана Узбега; али велики кнез Иван I Калита одмах дође у Хорду, изради да се кнез Александар погуби, и доби потврду свога положаја .
Иначе је он успео да обезбеди мир својим крајевима, великим кнежевинама владимирској и московској .

### Москва постаје црквени центар
Политичка важност Москве расте истовремено и због тога што је она постала верска престоница Русије . Пренос митрополитске столице у Москву, који се десио 1326. године. био је догађај капиталне важности. То је обезбедило савез Москве и сверуске цркве, који је био толико важан за опстанак московске државе . Руски митрополит Петар, који се налазио у Владимиру на Кљазми потпомагао је одлучно московске кнежеве против Твера. Он је дуго живео у Москви и саградио у тамошњем Кремљу главну саборну цркву те вароши, храм Богородичиног Успећа, у којој је сахрањен пошто је претсказао Москви славну политичку будућност. За митрополита Теогноста, који га је заменио, Москва коначно постаје митрополитско седиште .

### Ширење Москве
За читаве своје владавине кнез Иван I непрестано вреба прилике да прошири своју област; али, да би постигао то увећавање, он више воли да се послужи новцем него оружјем. Он купује велики број богатих села у Новгородској, Владимирској, Ростовској и другим кнежевинама; задобија три вароши, Галич, Бјелоозеро и Углич .

### Однос са русинским кнежевима
Након што је Узбегова војска убила краља Лава II и његовог брата краља Андреја (краљеве - савладаре Галиције-Волиније, и последњег из династије Рјуриковича) 1323. године, Велико војводство Литванија и Краљевина Пољска су имале приступ контроли над Галицијом-Волинијом. Литванци су победили руске бојаре и заузели Кијев и околину. 1337. године, заједничка руска и хордина војска продрла је до Лублина. На захтев галицијског племића Дмитра Дедка, кан Узбег је послао 40.000 коњаника против краља Казимира III, који је био подељен на Вислу.

## Породица
Кан Узбег је оженио неколико жена и конкубина. Није увек могуће одредити која је мајка родила које дете.
Супруге:
- Булугхан Катун (око 1312. године) — удовица Тогрилча и кана Токтаја;
- Бајалун Хатун Старија (умрла 1323. године);[22]
- Таидула Хатун (умрла 1360. године)[23] — рођена као хришћанка?[24]
- Кебек Хатун — ћерка емира Нангхидаја;[25]
- Бајалун Хатун Млађа — (вероватно ванбрачна) ћерка цара Андроника III Палеолога;[26]
- Ордуја Хатун — ћерка емир-е улуса Иса Бега;[26][27]
- Датотека:Facial Chronicle - b.07, pp. 152 - Oz Beg Khan enthroned.jpgПриказ Узбег Кана у Илустрованој хроници цара Ивана IV Грозног, XVI векШеритумгха Хатун.[28]

Синови
- Тимур бег († 1330. године);[29]
- Тини Бег (владао 1341–1342) (син Таидуле Хатун);[30]
- Јани Бег (владао 1342–1357) (син Таидуле Хатун);[30]
- Кидр Бег (умро 1342. године);[31]
- Тулун Бег;[32]
- Иран бег (отац Килди бега);[33]

Ћерке
- Ит Кучхујук (ћерка Бајалун Хатун Старије)[34] — удата за емир-е улус Иса Бега[27]
- Ћерка (од Бајалун Хатун Старије?) — удата за емира Алија рођ. Арзак;
- Ћерка (од Таидуле Хатун?) — удата за Харун Бега, сина емира Кутлу Тимура.

## Смрт
Умро је 1341. године, а наследио га је Тини Бег.

## Личност
Многи арапски и персијски писци XIV–XV века описали су Узбег Кана као способног државника и добродушну, брижну особу. Ибн Батута, на пример, коме је 1333. године одобрена лична аудијенција, високо је хвалио кана и написао следеће: „Он је један од оних седам краљева који су највећи и најмоћнији краљеви света“. Историчар ал-Муфадал га је описао као младића доброг изгледа, одличног карактера, финог муслимана, храброг и енергичног. Географ и историчар Ал-Ајни је написао: „Био је храбар и неустрашив човек, религиозан и побожан, поштовао је правнике, волео је научнике, слушао их, веровао им, био милостив према њима, посећивао шеике и чинио им добра дела.
Ал-Бирзали је, на пример, написао: „Када је овај краљ Токтај умро, после њега је завладао Узбег Кан, човек од око тридесет година. Исповедао је ислам, одликовао се својом интелигенцијом, добрим изгледом и фигуром.“ Такође је написао: „младић лепог изгледа, добре ћуди, одличан муслиман и храбар човек“. Туркменски историчар Адх-Дхахаби говори о њему на исти начин: „...храбар херој, згодан на изглед, муслиман, који је уништио многе емире и чаробњаке. Чак је и персијски историчар Васаф, за кога се сматра да није био пријатељски настројен према Узбег кану, говорио о њему са великим похвалама: „Побожни принц Узбег... поседује божанску веру и краљевски сјај.“
Име „Узбег“ је било турског порекла и помињало се на Блиском истоку и пре похода Џингис-кана. Ово име се налази у "Књизи поучавања" Осаме Бин Мункида која описује догађаје који су се одиграли у Ирану под Селџуцима. Аутор напомиње да је један од генерала војске владара Хамадана, Бурсука, 1115–1116, био „емир трупа“ – Узбег – владар Мосула. Према Рашиду ал-Дину Хамаданију, последњем представнику турске династије Илдегизида, који је владао у Табризу, звао се Узбег Музафар (1210–1225).